# L-글루코스
L-글루코스(영어: L-glucose) 또는 L-포도당(L-葡萄糖)은 화학식이 C6H12O6 또는 O=CH[CH(OH)]5H인 유기 화합물로, 특히 알도헥소스 단당류 중 하나이다. 포도당의 L-이성질체로, 보다 더 일반적인 D-포도당의 거울상 이성질체이다.
L-포도당은 살아 있는 생물체에서는 자연적으로 생성되지 않지만 실험실에서 합성될 수 있다. L-포도당은 D-포도당과 맛으로 구별되지 않지만, 해당과정의 첫 번째 효소인 헥소키네이스에 의해 인산화될 수 없기 때문에 살아 있는 생물체에서 에너지원으로 사용될 수 없다. 알려진 예외 중 하나는 L-포도당을 산화시킬 수 있는 효소인 D-트레오-알도스 1-탈수소효소를 포함하고 있는 식물성 병원성 세균인 버크홀데리아 카리오필리(Burkholderia caryophylli)이다.
D-포도당과 마찬가지로 L-포도당은 일반적으로 4가지 고리 구조의 이성질체(α-L-글루코피라노스 및 β-L-글루코피라노스(가장 일반적으며, 6원자 고리 포함), α-L-글루코푸라노스 및 β-L-글루코푸라노스(5원자 고리 포함) 중 하나로 존재한다. 수용액에서 이들 이성질체는 중간생성물 단계인 열린 사슬 형태를 거쳐 몇 시간 내에 상호전환이 가능하다.

## 용도
L-포도당은 한때 저칼로리 감미료로 제안되어 당뇨병 환자에게 공급되었지만, 과도한 제조 비용으로 인해 이제는 시판되지 않는다.
L-포도당의 아세트산 유도체인 L-포도당 펜타아세테이트는 인슐린 방출을 자극하는 것으로 밝혀졌으며 따라서 제2형 당뇨병에 대한 치료 가치가 있을 수 있다. L-포도당은 완하제인 것으로 밝혀졌으며, 대장 내시경 검사 준비에 일반적으로 사용되는 맛이 좋지 않은 삼투성 완하제의 상당한 양과 관련된 체액 및 전해질 수준을 방해하지 않는 결장 세척제로 제안되었다.

## 같이 보기
- D-포도당
- 거울상 이성질체